# Юрьевская территориальная администрация
Юрьевская территориальная администрация — сельское территориальное образование в Губкинском городском округе Белгородской области, включающее в себя 7 населённых пунктов. Глава администрации — Романенко Станислав Петрович.
Место расположения администрации — село Юрьевка, Школьная улица, д. 4.

## Состав
| Вид населённого пункта | Наименование | Население |
| ---------------------- | ------------ | --------- |
| хутор                  | Зайцево      | 73        |
| село                   | Ивановка     | 54        |
| хутор                  | Кашары       | 11        |
| хутор                  | Куфлиёвка    | 2         |
| хутор                  | Падина       | 7         |
| посёлок                | Степное      | 103       |
| село                   | Юрьевка      | 384       |